# Монтегю, Джон, 11-й граф Сэндвич
Джон Эдвард Холлистер Монтегю, 11-й граф Сэндвич (англ. John Edward Hollister Montagu, 11th Earl of Sandwich; 11 апреля 1943 — 1 февраля 2025, Дорсет) — британский предприниматель, политик и дворянин. Он заседал в Палате лордов с 1995 года по 2024 год.

## Биография
Родился 11 апреля 1943 года. Старший сын Виктора Монтегю, 10-го графа Сэндвича (1906—1995), который отказался от графства Сэндвич в 1964 году, и его первой жены Розмари Мод (урождённой Пето) (1916—1998).
Джон Монтегю унаследовал графский титул своего отца в 1995 году и является одним из девяноста избранных наследственных пэров, которые остаются в Палате лордов после принятия Акта о Палате лордов 1999 года. Он выступает в качестве независимого депутата и говорит в основном о международном развитии и вопросах предоставления убежища.
Лорд Сэндвич получил образование в Итонском колледже и Тринити-колледже в Кембридже.
Отражая славу одного из своих предков, 4-го графа Сэндвича (в честь которого Сэндвич был назван в XVIII веке), нынешний лорд Сэндвич лицензировал использование своего титула для сети сэндвич-магазинов «Граф Сэндвич». Они расположены в различных частях Соединённых Штатов, в том числе на рынке Дисней-Спрингс в Walt Disney World Resort, в соответствии с соглашением, заключенным главным образом с Робертом Эрлом, основателем сети Planet Hollywood.
Лорд Сэндвич умер в Мэппертон-хаусе 1 февраля 2025 года в возрасте 81 года.

## Брак и дети
1 июля 1968 года лорд Сэндвич женился на Сьюзен Кэролайн Хейман, дочери преподобного каноника Персеваля Хеймана (1915—1997) и Сильвии Гэмбл (? — 1996). Она бывший бизнес-журналист и эксперт по политике в Европейской комиссии, специализирующийся на Ближнем Востоке. Она является членом комитета ряда организаций, продвигающих связи с регионом, в том числе Саудовско-Британского общества, и является старшим советником по делам женщин в Международном бизнесе. Она также активно участвует в ряде организаций в Дорсете, включая Юго-Западный комитет Фонда лотереи наследия и Беминстер Фестиваль и является президентом Дорсетского общества естественной истории и археологии.
У супругов трое детей:
- Люк Тимоти Чарльз Монтегю, 12-й граф Сэндвич (род. 5 декабря 1969). Он женился на Джули Фишер (род. 17 февраля 1972) из Шугар-Гроув, штат Иллинойс, США, 11 июня 2004 года. У них двое сыновей:
  - Достопочтенный Уильям Джеймс Хейман Монтегю (род. 2 ноября 2004 года)[6].
  - Достопочтенный Нестор Джон Стерджес Монтегю (род. в 2006 году)
- Достопочтенный Орландо Уильям Монтегю (род. 16 января 1971). Он женился на модели Лоре Энн Раунделл (род. 1972) в 1996 году, и они развелись в 2002 году, не имея детей. 3 июля 2004 года Монтегю женился на леди Хонор Уэлсли (род. 1979), старшей дочери 9-го герцога Веллингтона[7], с которой у него двое детей:
  - Уолтер Фредерик Монтегю (род. 3 декабря 2005)[8].
  - Констанция Джемайма Монтегю (род. январь 2007).
- Леди Джемайма Мэри Монтегю (род. 14 октября 1973). В 2013 году она вышла замуж за Фисника Абраши[9].